# Genserico
Genserico (o Gaiserico o Gianserico; Balaton, 389 – Cartagine, 25 gennaio 477) è stato re dei Vandali e degli Alani (428-477), prima nella penisola iberica e poi in Africa.
Fu una delle figure chiave dell'ultimo e tumultuoso periodo di vita dell'Impero romano d'Occidente (V secolo). Condusse i Vandali, gli Alani e una parte di Visigoti sbandati dalla penisola iberica al Nordafrica, fondando un regno che in pochi anni trasformò un "insignificante" popolo germanico in una delle maggiori potenze mediterranee; nel 455 guidò i Vandali nel Sacco di Roma.

## Biografia

### Ascesa al trono e conquista dell'Africa
Era figlio illegittimo di Godigisel, il re dei Vandali Asdingi. Dopo la morte del padre, nel 406, Genserico divenne il secondo uomo più potente tra i Vandali, dopo il nuovo sovrano, il fratellastro Gunderico.
Alla morte di quest'ultimo (428) Genserico divenne re. Versato nell'arte militare, cominciò subito ad accrescere il potere e la ricchezza del suo popolo, che all'epoca risiedeva nella Betica, nel sud della penisola iberica. Dato che i Vandali avevano subito numerosi attacchi da parte dei Visigoti, Genserico, poco dopo essere salito al trono, decise di lasciare loro la Spagna. Infatti, sembra che avesse cominciato a costruire una flotta ancora prima di aver preso il potere.
Nel 429 Genserico guidò il suo popolo (circa 80 000 persone, di cui 15 000 in armi) nella provincia d'Africa, attrattovi dalla situazione di caos venutasi a creare per la rivolta dei Mauri, che l'autorità imperiale non riusciva a controllare, e forse chiamato dal generale romano Bonifacio, caduto in sospetto presso la corte romana e vicino alla resa dei conti con il generale Ezio e con l'imperatore Valentiniano III.
Mentre la popolazione si radunava al porto di imbarco di Julia Traducta, sulla punta più meridionale della penisola iberica, Genserico si volse contro i Suebi che, approfittando della partenza dei rivali, avevano invaso la Lusitania, e li sbaragliò.
Portata a termine la traversata (di circa 15 km), i Vandali si riversarono in Mauretania (l'odierno Marocco e l'attuale Algeria nordoccidentale), dove conquistarono Caesarea (l'attuale Cherchell, vicino ad Algeri). Giunto in Numidia Cirtensis o Cirtana (l'odierna Algeria orientale), Genserico vinse molte battaglie contro i Romani, conquistandola, nel 430, senza però penetrare nelle città, come Cirta e Ippona; Bonifacio, che disponeva di poche truppe, si era chiuso a Ippona: Genserico vi pose l'assedio (e durante l'assedio, il 28 agosto 430, morì sant'Agostino), ma, mancandogli le tecniche e i macchinari per l'assedio, non riusciva a prenderla; nel frattempo, inviato dall'imperatore d'Oriente, Teodosio II, era giunto, guidato da Ardaburio Aspare, un limitato contingente militare che unitosi alle truppe di Bonifacio, attaccò Genserico, il quale ripetutamente, nel 431, li sconfisse, costringendo Aspare a rientrare a Bisanzio e Bonifacio a rinchiudersi nuovamente a Ippona, la quale finì per cadere.
Bonifacio, lasciata Ippona poco prima della caduta, era stato richiamato in Italia (432). Genserico invase la Numidia proconsolare (le province di Zeugitana e di Byzacena). La guerra cominciava a pesare perché i Vandali avevano subito molte perdite e, a parte Ippona, non avevano conquistato le città e infine si profilava una nuova spedizione imperiale guidata da Aspare, per cui furono intavolate trattative con Valentiniano; il trattato di pace fu firmato a Ippona l'11 febbraio 435: i Vandali furono individuati come foederati al servizio dell'impero romano per il proconsolato di Numidia Cirtana, con capitale Ippona, senza cessione formale di alcun territorio.

### Consolidamento del regno dei Vandali
Genserico, radunate le sue forze, cominciò a comportarsi come un sovrano autonomo, destituendo i sacerdoti ortodossi che si opponevano all'arianesimo e, dal 437, cominciò a esercitare la pirateria: pirati vandali, in quell'anno, razziarono le coste siciliane.
Il 19 ottobre 439 prese Cartagine, senza colpo ferire; ci fu saccheggio con atti di violenza, ma, stando alle cronache dell'epoca, nessun edificio fu deliberatamente distrutto o danneggiato; il clero cattolico e la nobiltà vissero il dramma della schiavitù o dell'esilio e tutte le proprietà ecclesiastiche vennero trasferite al clero ariano.
Essendosi impadronito di una parte della flotta navale romana d'occidente, ormeggiata nel porto di Cartagine, nel 440, organizzò incursioni in tutto il Mar Mediterraneo, soprattutto in Sicilia e Sardegna, i due granai dell'impero d'occidente, e Corsica e le isole Baleari. Nel 441, poiché la flotta romana d'occidente era incapace di difendersi dagli attacchi dei Vandali, arrivò nelle acque siciliane una flotta orientale, inviata da Teodosio II; i suoi navarchi però indugiarono senza agire, e quando i Persiani e gli Unni, sembra entrambi pagati da Genserico, attaccarono l'impero d'oriente, la flotta rientrò a Costantinopoli.
L'imperatore d'occidente Valentiniano III, nel 442, venne a patti con Genserico riconoscendogli l'indipendenza e la sovranità sulle terre e sui popoli da lui conquistati, cioè la Mauretania Tingitana (attuale Marocco, donde si controllava lo stretto di Gibilterra), la Numidia Cirtensis, la Zeugitana e la Byzacena (l'insieme delle tre costituisce l'Algeria orientale e la Tunisia attuali). In questo modo fu raggiunta la pace: la soluzione descritta dal trattato ("Cum Gisirico ab Augusto Valentiniano pax confirmata et certis spatiis Africa inter utrumque divisa est") rappresenta una novità rispetto all'usuale istituto della hospitalitas romana: i Vandali non sono considerati foederati ma piuttosto un popolo che detiene quella piena sovranità sul territorio a cui Valentiniano III aveva rinunciato.

### Sacco di Roma (455)

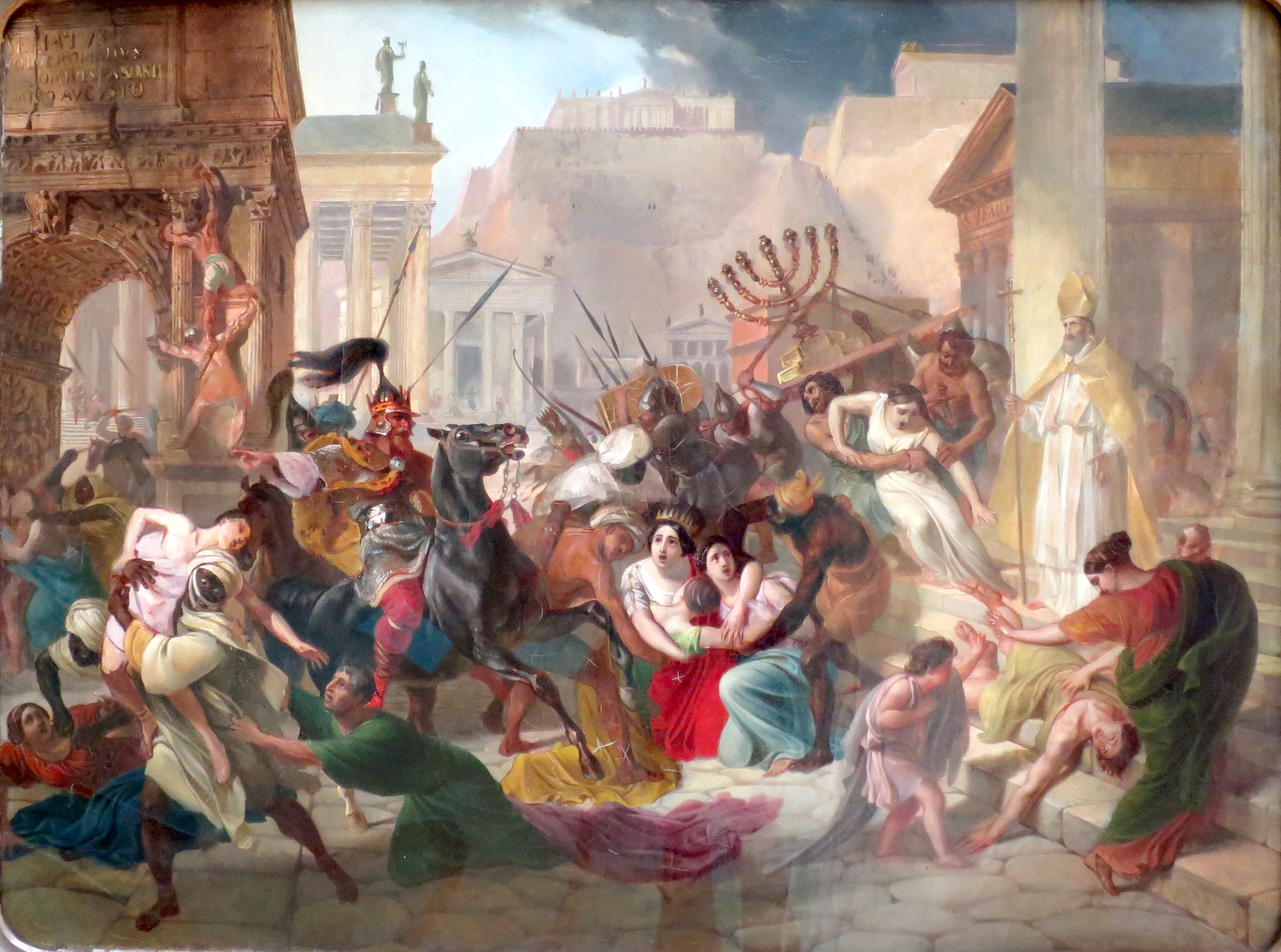
Genserico (sinistra) saccheggia Roma di Karl Pavlovič Brjullov, 1833-1836

Questo trattato segnò la fine delle migrazioni del popolo vandalo, che si stabilì nelle ricche terre della Zeugitana, costringendo i precedenti proprietari o a trasferirsi in altre località o a lavorare per i nuovi padroni in posizione subordinata. La stessa sorte toccò anche ai sacerdoti ortodossi che risiedevano nelle zone della cosiddetta "assegnazione vandalica".
Cartagine divenne la capitale del regno vandalo e Genserico approvò una nuova datazione che partiva dal 19 ottobre 439, data della presa di Cartagine. Per i successivi trent'anni, Genserico e i suoi soldati compirono scorrerie nel Mediterraneo.
Una testimonianza della potenza del regno vandalo è dovuta al fatto che verso il 442, il re dei Visigoti, Teodorico I cercò di allacciare stretti rapporti con Genserico, in chiave antiromana, dando in moglie a Unnerico, figlio di Genserico una sua figlia; ma l'abilità diplomatica di Ezio fece fallire il piano e Genserico rispedì la nuora, con naso e orecchie recise, da Teodorico, con l'accusa di volerlo avvelenare.
A seguito di questo avvenimento sembra che si sia verificata una trattativa per un eventuale matrimonio tra Unerico e una delle figlie dell'imperatore Valentiniano; anche se il progetto non andò in porto, le relazioni tra Genserico e l'impero si mantennero buone fino al 455.

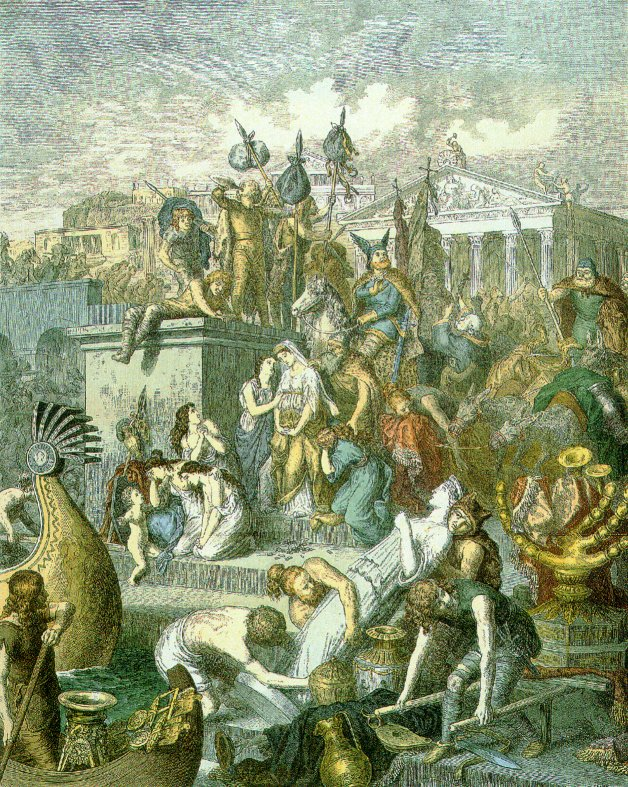
Saccheggio di Roma, di Heinrich Leutemann, del 1870

Nel 455, il 16 marzo, l'imperatore Valentiniano III, responsabile dell'uccisione di Ezio, fu a sua volta assassinato dai seguaci di Ezio. Genserico, non riconoscendo l'usurpatore Petronio Massimo (che sembra fosse coinvolto in entrambi gli omicidi) ritenne decaduto il precedente trattato stipulato con Valentiniano. Da qui il pretesto per salpare alla volta dell'Italia (una leggenda narra che fosse l'imperatrice, Licinia Eudossia, a chiamarlo); sbarcati a Porto, i Vandali affiancati da guerrieri Mauri marciarono su Roma, i cui abitanti si diedero alla fuga; Massimo, invece di combattere, si preparava anche lui alla fuga, ma fu ucciso da un soldato della sua guardia. Alla porta Portuense il papa Leone I si fece incontro a Genserico e lo implorò di risparmiare la città e la sua popolazione. Genserico accettò e venne quindi accolto con il suo esercito. Il papa Leone I si raccomandò a Genserico di non appiccare il fuoco alla città e di non uccidere o praticare supplizi, lasciando il saccheggio in piena libertà.
Sebbene la storia parli del violento saccheggio della città eterna da parte dei vandali (da qui la parola 'vandalismo'), in realtà Genserico onorò il suo giuramento: non vi furono né eccidi, né incendi, né dissennate distruzioni e i suoi uomini non devastarono Roma, rispettando le chiese cristiane. Comunque portarono via denaro e tesori (furono spogliati il palazzo imperiale, il tempio di Giove Capitolino, con il suo tetto aureo e altri) e Genserico condusse con sé la vedova di Valentiniano, Licinia Eudossia, e le sue figlie, Eudocia (che, giunta a Cartagine, fu data in moglie a Unnerico) e Placidia e il figlio di Ezio, Gaudenzio e molti notabili romani, che al rientro a Cartagine furono divisi, come schiavi, tra i partecipanti alla spedizione.

### Guerre con l'Impero romano
Avito, nuovo imperatore d'occidente dal 9 luglio 455, cercò senza risultati l'adesione dell'imperatore d'oriente, Marciano, per un'offensiva comune contro i Vandali; anzi Genserico occupò le restanti province della Mauretania (l'attuale Algeria centro-occidentale), con i Mauri pronti a riconoscere l'autorità vandalica.
All'inizio del 456 concluse un'alleanza con i Suebi di Rechiaro, che, rotto il trattato con l'impero, invase i territori della provincia Tarraconense, da cui si era ritirato pochi anni prima; nello stesso tempo Genserico attaccò le coste calabresi e siciliane. Sbarcati ad Agrigento, però, i Vandali vennero sconfitti dal generale Ricimero, che, preso il mare incrociò la flotta vandala in Corsica e la sconfisse, sempre nel 456.

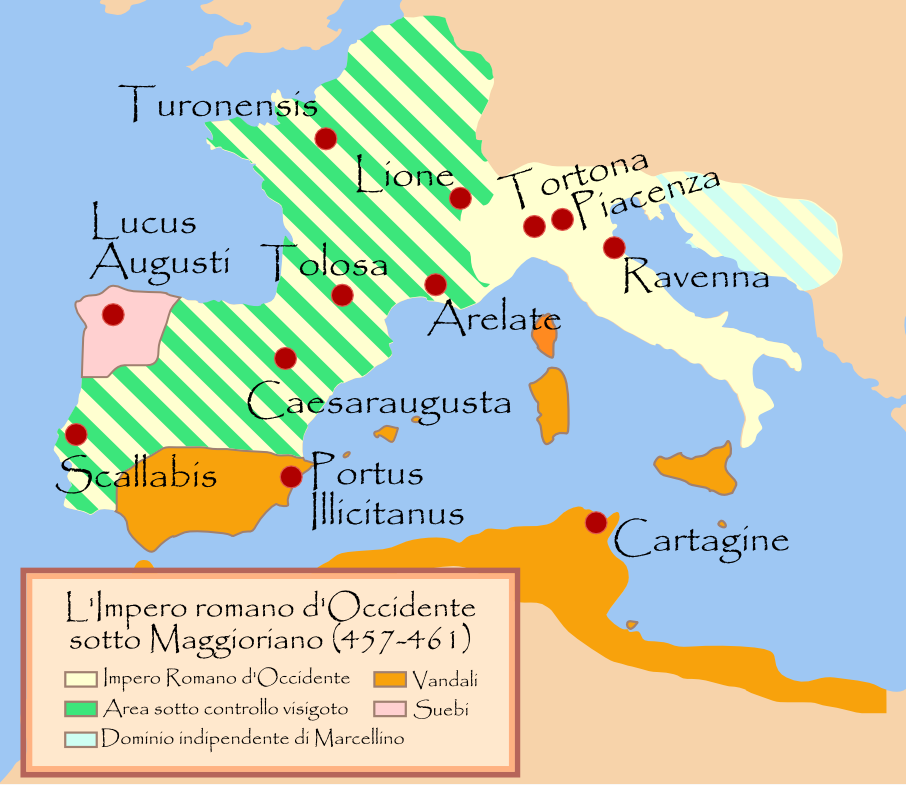
Il regno dei Vandali e le operazioni militari dell'imperatore Maggioriano

Nel 458 il tentativo di Genserico di formare in Gallia una coalizione anti-imperiale con Burgundi e Visigoti, fallì perché l'imperatore, Maggioriano, recandosi nel mese di novembre in Gallia la sventò, e poi passati i Pirenei, avanzò su Saragozza e poi sul porto di Cartagena. Da qui, nel maggio del 460, passò in Mauretania, mettendo paura a Genserico che inviò emissari per poter ottenere la pace; al rifiuto di Maggioriano, Genserico devastò la provincia e ne avvelenò i pozzi, per rallentarne l'avanzata; non solo raggiunse lo scopo, ma con l'aiuto di alcuni traditori si impadronì della flotta romana, ancorata a Illici Augusta a sud dell'odierna Alicante. Maggioriano allora venne a patti, concordò un armistizio e al suo rientro in Italia, a Tortona, perse la vita in una battaglia contro Ricimero il 7 agosto 461; in quello stesso anno sembra che Licinia Eudossia e la figlia Placidia furono liberate dietro riscatto.
Tra la fine del 463 e il 464, essendo ancora in guerra con l'impero perché non riconosceva il nuovo imperatore, Libio Severo, e poi perché non veniva accolta la sua richiesta di elevare al trono imperiale Anicio Olibrio, che, avendo nel frattempo sposato Placidia, era genero di suo figlio Unerico, fece un accordo con il titolare del comando indipendente della Gallia del nord, Egidio, per attaccare contemporaneamente l'Italia; ma la cosa sfumò per l'improvvisa morte di Egidio. Comunque la situazione tra Vandali e impero rimase tesa.
Nel 467 l'imperatore d'oriente, Leone I il Trace, nominò il nuovo imperatore d'occidente, Antemio e lo fece scortare a Roma dal governatore indipendente dell'Illyricum, Marcellino, che avrebbe poi dovuto proseguire e attaccare Cartagine; ma la mancanza di venti favorevoli abortì il tentativo; Genserico, seccato, sia per la mancata nomina a imperatore d'occidente di Olibrio, sia per l'ordine di Leone I di aggredire il suo regno, cominciò da quell'anno ad attaccare anche le coste dell'Illiria, dell'Epiro e della Grecia, non risparmiando neppure Alessandria d'Egitto.
Nel 468 il regno di Genserico fu l'obiettivo dell'ultimo sforzo militare congiunto delle due parti dell'Impero, teso a sottomettere i vandali. Ma, mentre i vandali venivano sconfitti dai generali bizantini in Tripolitania e perdevano la Sardegna a opera di Marcellino, Genserico con parte della flotta sorprese e incendiò il grosso della flotta nemica al comando del generale romano d'Oriente Basilisco a Capo Bon; meno della metà delle navi scamparono in Sicilia. Mentre Marcellino, riunite le due flotte, si accingeva a salpare per Cartagine, nell'agosto dello stesso anno, fu assassinato da un suo subalterno (forse sicario di Ricimero).
Genserico rimase signore incontrastato del Mediterraneo occidentale fino alla sua morte, regnando dallo stretto di Gibilterra alla Tripolitania.
Nel 474 stipulò la pace perpetua con l'Impero bizantino, anzi permise a Severo, rappresentante dell'imperatore, Zenone, di riscattare quanti più prigionieri e schiavi romani avesse potuto (quelli della sua famiglia li affrancò gratuitamente), concesse completa libertà di culto agli ortodossi e permise la nomina di un nuovo titolare alla carica vescovile di Cartagine (vacante dal 457). Da parte sua, Zenone, nel 476, confermò a Genserico il possesso di tutta la provincia d'Africa (dallo stretto di Gibilterra alla Tripolitania), le isole Baleari (comprese le isole Pitiuse), la Corsica, la Sardegna e la Sicilia (quest'ultima isola, eccettuata la città di Lilibeo, di interesse strategico, fu poco dopo ceduta a Odoacre in cambio di un tributo annuo).
Morì il 25 gennaio del 477, all'età di 87 anni (77 secondo alcune fonti), a Cartagine.
In politica interna egli dette libertà di religione ai cattolici, ma volle che tutti i suoi stretti collaboratori si convertissero all'arianesimo. Durante il suo regno le tasse gravarono soprattutto sulle spalle delle ricche famiglie romane e del clero cattolico.